# Forsbodarna
Forsbodarna är en fäbod i Djura kapellförsamling, Härads fjärding, Leksands kommun.
Äldsta belägg härrör från fäbodinventeringen 1663-64, där Forsbodarna kallas 'Basttebärgiedt' och brukas av byborna i Fors. Vid storskiftet fanns här 32 gårdar med 36 hushåll som brukare, alla med åker. Alla brukarna bodde i byarna Fors, Söder Rälta och Hedby. Forsbodarna var en betydande slåtterfäbod med 141 tunnland slåtteräng, men redan på 1910-talet började ängarna att överges. Sista fäbodvistelse skedde 1953, ännu i slutet på 1970-talet hölls dock får på bete vid fäbodarna. På 1980-talet fanns här 25 fäbodstugor bevarade, jämte 6 nytillkomna fritidshus.